# Pyreneosoma grandicoxae
Pyreneosoma grandicoxae es una especie de miriápodo cordeumátido de la familia Haplobainosomatidae endémica del noreste de la península ibérica (España).